# Альберто Джакометті
Альберто Джакометті (італ. Alberto Giacometti; 10 жовтня 1901, Боргоново, кантон Граубюнден, Швейцарія — 11 січня 1966, Кур, Граубюнден, Швейцарія, похований в Боргоново) — швейцарський скульптор, живописець і графік, один із найбільших майстрів XX століття. Брат архітектора Бруно Джакометті.

## Біографія і творчість
Народився в Боргоново комуни Стампа швейцарського кантону Граубюнден в родині художника-імпресіоніста Джованні Джакометті і Анетти Джакометті-Штампа. Альберто був старший з чотирьох дітей у родині художника. Рід Джакометті походив з протестантських біженців, які рятувалися від інквізиції.
Інтерес до мистецтва виник у Альберто вже в ранньому дитинстві, коли він почав займатися ліпленням і живописом. В 1919 -1920 рр. навчався живопису в Женеві, в Школі витончених мистецтв та Школі мистецтв та ремесел по класу скульптури. В 1920 та 1921 подорожував по Італії, де познайомився з класикою італійського мистецтва і пам'ятниками Стародавнього Риму.

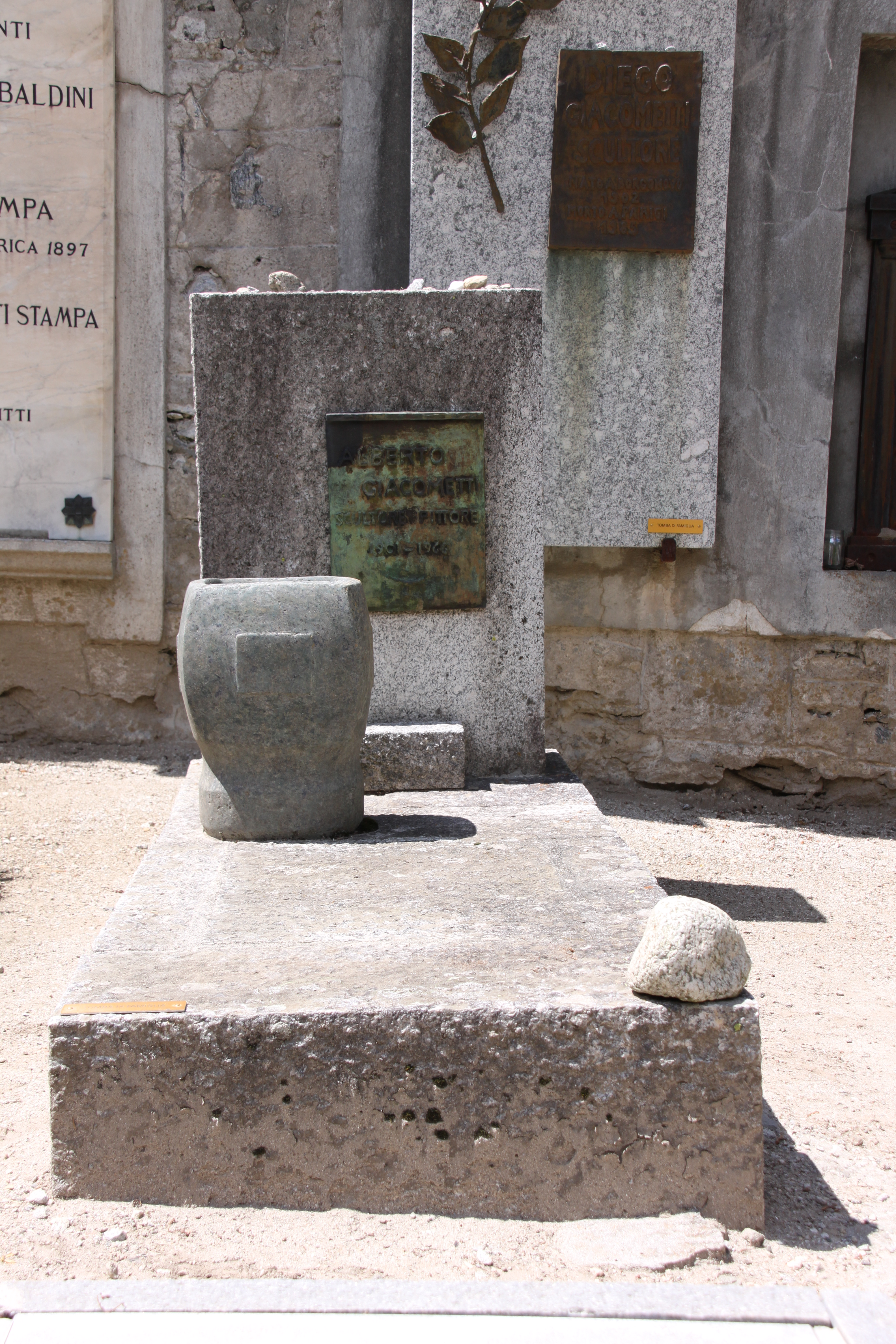
Могила Альберто Джакометті в Боргоново, Швейцарія

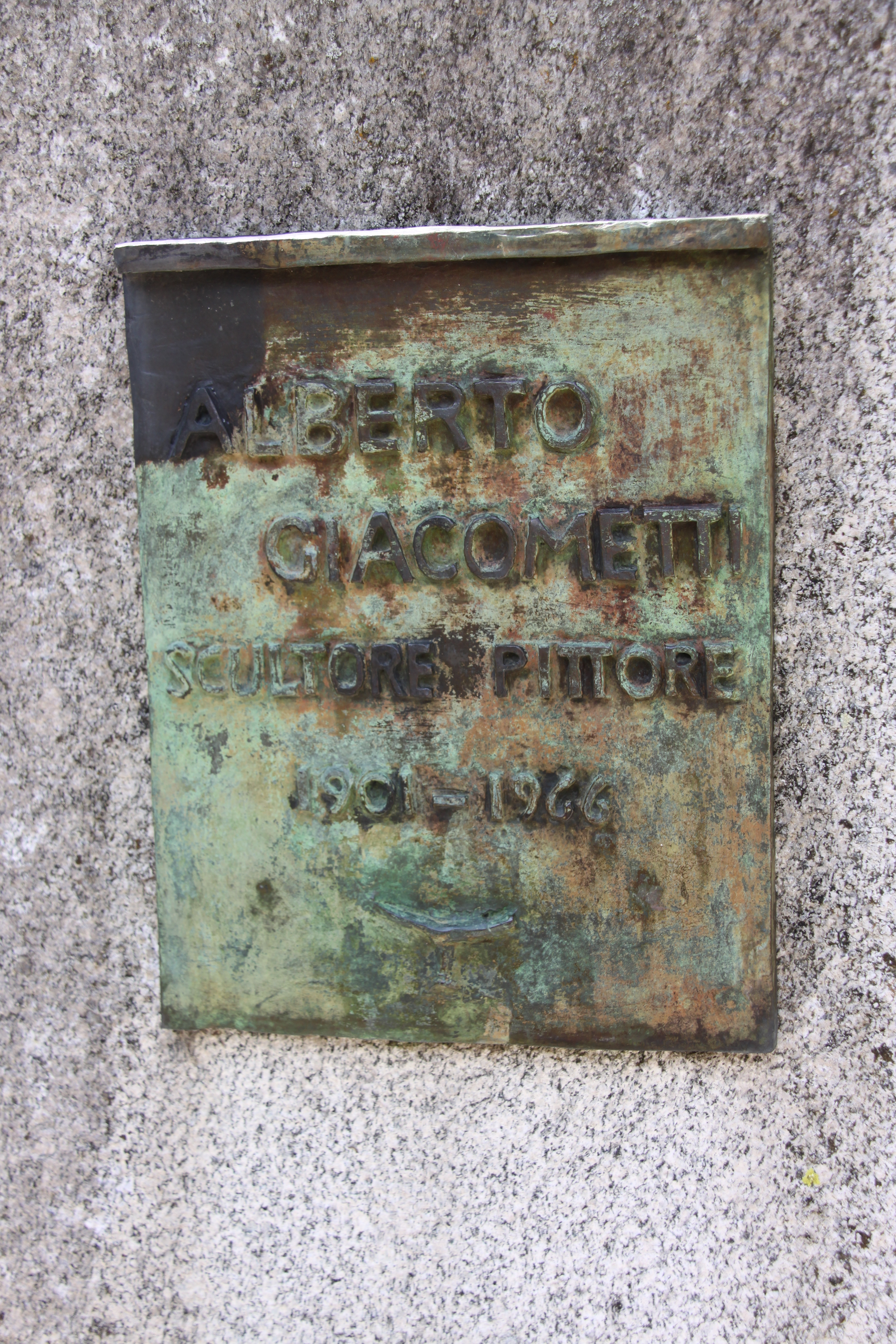
Таблиця з прізвищем на надгробному камені могили Альберто Джакометті

З 1922 року жив і працював в Парижі, де зблизився з Андре Бретоном, Луї Арагоном, Пікассо, Міро, Максом Ернстом, Сартром, Беккетом та іншими. Навчався в студії Гранд Шомьєр в Парижі (1922 -1925) у Е. А. Бурделя. Літні місяці проводив в Швейцарії.
Ранні роботи Джакометті виконані в реалістичній манері, проте в Парижі він зазнає впливу кубізму («Торс», 1925; «Персонажі», 1926–1927), захоплюється мистецтвом Африки, Океанії, древньої Америки («Голова», 1925; «скорчившись чоловічок», 1926; «Жінка-ложка», 1926).
Публікувався в журналі «Сюрреалізм на службі революції». В 1927 його роботи були представлені в Салоні Тюїльрі, перша персональна виставка відбулася в 1932. Скульптура цих років («Жінка-ложка», 1926; «Клітка», 1930; «Жінка з перерізаним горлом», 1932; «Сюрреалістичний стіл», 1933) з'єднує елементи кубізм а з архаїчної пластикою Океанії, сновідческіе фантастикою, агресією та еротизмом.
Після Другої світової війни, роки якої Джакометті прожив у Женеві, він приходить до нової, більш гуманістичної манері в скульптурах, портретного живопису та графіці («Той, хто йде людина», 1947; "Портрет Аннети «, ок. 1950;» Бюст Дієго ", 1954).
Під час Другої світової війни Джакометті перебував у Швейцарії. Там у 1946 році він познайомився з Аннет Арм, секретарем Червоного Хреста; вони одружилися в 1949 році. Вона стала його головною жіночою моделлю на все життя.
Після шлюбу його крихітні скульптури стали більше, але чим більше вони зростали, тим тонкіше вони стали. Фігури його скульптур виглядають ізольованими і сильно послабленими, як результат безперервної переробки. Також однією з люблених моделей Джакометті був його молодший брат Дієго.
У післявоєнний період Джакометті був відзначений багатьма, включаючи Сартра та Жене, як видатний художник — екзистенціаліст. Його тонкі фігури, що представляються самотніми у величезному просторі космосу, в цілому висловлюють почуття ізольованості особистості, характерне для французького авангарду. Письменник Франсіс Понж яскраво відбив цей аспект творчості Джакометті в статті «Reflexions sur les statuettes, figures et peintures d'Alberto Giacometti» опублікованої в «Cahiers d'Art", Париж, 1951.
«Людина … людська особа … вільна особистість … Я … кат і жертва одночасно … одночасно мисливець і видобуток … Людина — і самотня людина — втратили зв'язок — у напівзруйнованому страдницькому світі — хто шукає себе — починаючи з нуля. Виснажена, змучена, худа, гола. Безцільно блукає в натовпі. Людина, яка турбується про людину, що терпить терор від людини. Самостверджуються останнім часом в ієратичній позиції найвищої елегантності. Пафос граничного Знеможений, особистість, яка втратила зв'язок. Людина біля стовпа своїх протиріч більше вже не жертвує собою. Згорілий. Твоя правда, дорогий друже. Людина на бруківці як розплавлене залізо, і вона не може підняти своїх важких ніг. Починаючи з грецької скульптури, з Лорана та Майоля людина горіла на вогнищі! Це безсумнівна правда що після Ніцше та Бодлера прискорилося руйнування цінностей … Вони копали навколо нього, його цінностей, влазили під шкіру і все заради того, щоб нагодувати вогонь? Людина не тільки нічого не має, вона не є нічим більшим ніж її Я».
У скульптурі зрілого Джакометті займала проблема співвідношення обсягів і мас, загадка людської фігури, у живопису та малюнку — проблема просторової глибини, загадка людського обличчя.

## Визнання
У місті Кур, де помер Альберто Джакометті, в честь нього була названа одна з вулиць (нім. Giacomettistrasse). Його зображено на купюрі вартістю 100 швейцарських франків.

## Фонд мистецтва Альберта Джакометті
Фонд Альберто і Аннет Джакометті, отримавши заповіт від вдови Альберто Джакометті Аннет, має колекцію близько 5000 робіт, часто виставлених по всьому світу через виставки та довгострокові експозиції. Фонд був створений у 2003 році і має на меті сприяння, розповсюдження, збереження та захист робіт Альберто Джакометті.
Фонд «Альберто Джакометті-Стіфунг», створений в Цюріху в 1965 році, має меншу колекцію робіт, придбаних з колекції промисловця Пітсбурга Г. Девіда Томпсона.

## Комерційна цінність

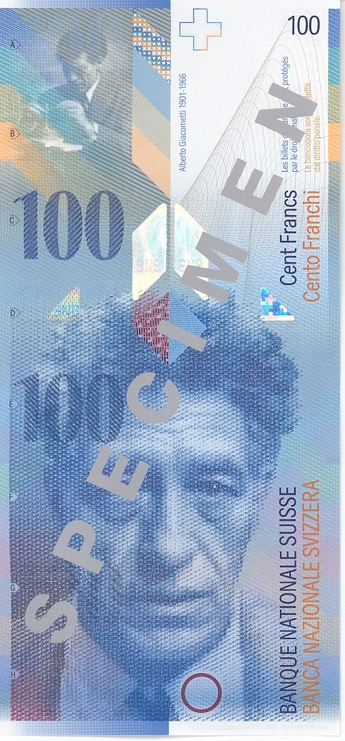
Альберто Джакометті на 100-франкової швейцарської банкноті

Роботи Альберто Джакометті високо цінуються на ринку творів мистецтва. У лютому 2010 на лондонському аукціоні Sotheby's за рекордну для творів мистецтва на той момент суму в 65 млн фунтів стерлінгів (понад 104 млн доларів) була продана скульптура Джакометті «крокує I».

## Джакометті про мистецтво
- Ecrits. Paris: Hermann, 1991

## Фільми
- Короткометражний фільм «Альберто Джакометті», 1966
- Документальний фільм Ернста Шайдіггера «Альберто Джакометті», 2001
- Короткометражний фільм Сема Чена «Вічне споглядання» (Eternal Gaze), 2003
- Документальний фільм Хайнца Бютлера за участю Яна Крюжье «Альберто Джакометті — Очі до горизонту» (нім. Alberto Giacometti - Die Augen am Horizont) , 2005
- Художній фільм «Фінальний портрет» (англ. Final Portrait, Велика Британія, 2017), за мотивами книги Джеймс Лорд[en] «A Giacometti Portrait». Режисер та сценарист фільму — Стенлі Туччі, у ролі Альберто Джакометті — Джеффрі Раш.

## Сім'я
- Джованні Джакометті (1868–1933) — батько, швейцарський художник і графік.
- Дієго Джакометті (1902–1985) — молодший брат, швейцарський скульптор та дизайнер.
- Бруно Джакометті (1907–2012) — молодший брат, швейцарський архітектор.
- Захарія Джакометті (1893–1970) — старший нерідний брат, швейцарський науковий співробітник конституційного права і професор Цюріхського університету. Його разом з братом Корнеліо усиновила у 1905 році, зразу після смерті батьків, їх тітка Анетт та її чоловік Джованні Джакометті